# Kozmoszkölyök
A Kozmoszkölyök (eredeti cím: Kid Cosmic) 2021 és 2022 között vetített amerikai 2D-s számítógépes animációs szuperhős sorozat, amelyet Craig McCracken alkotott, saját The Kid from Planet Earth című képregénye alapján.
Az első évadot Amerikában és Magyarországon 2021. február 2-án mutatta be a Netflix. A második évad 2021. szeptember 7-én jelent meg a Netflixen. Az utolsó évad 2022. február 3-án  mutatták be.

## Ismertető
Kid egy 9 éves fiú, aki arról álmodozik, hogy szuperhős legyen, miközben egy roncstelepen él egy ritkán lakott sivatagi területen Új-Mexikóban. Amikor egy űrhajó lezuhan a közelben, öt kozmikus erőkőre bukkan, amelyek lehetőséget adnak neki álma beteljesítésére. Azonban a kövek vonzzák az idegen betolakodókat, ezért Kid egy különös szuperhőscsapatot toboroz, hogy megvédjék a Földet. A csapat minden tagja egyedi képességet kap egy-egy kő által: Papa G, Kid nagyapja képes több klónt létrehozni magából, Jo teleportálni tud, Rosa, a négyéves kislány képes 12 méteres óriássá változni, míg Halas szenya, a macska egy harmadik szemmel a homlokán előre látja a jövőt. A csapatot kíséri Stuck Chuck, egy idegen betolakodó, aki a Földön rekedt, miután az űrhajója megsemmisült. Stuck Chuck célja, hogy ellopja a kozmikus köveket és eljuttassa őket a nagy vezérhez.
A második évadban a helyi hősöket az űrbe teleportálják, és elindulnak egy küldetésre, hogy megtalálják a másik nyolc kozmikus erőkövet, hogy szembeszálljanak Erodiusszal, a bolygópusztítóval.  
A harmadikévadban a helyi hősök immár globális hősökké válnak, és rájönnek, hogy létezik egy tizennegyedik, ezüst színű kozmikus erőkő, amely gyógyító képességgel bír. Ezzel együtt újabb titkokat fedeznek fel Erodiusszal és a világgal kapcsolatban, amelyben éppen tartózkodnak. A küldetésük során olyan igazságokra derül fény, amelyek nagy áldozatokat követelnek tőlük.

## Szereplők

### Főszereplők
| Szereplők       | Eredeti hang     | Magyar hang       | Leírás |
| --------------- | ---------------- | ----------------- | --- |
| Kid             | Jack Fisher      | Maszlag Bálint    | Kilencéves fiú. Ő találja meg az első öt kozmikus erőkövet, és ezek segítségével próbálja valóra váltani az álmát, hogy szuperhőssé váljon. Árva gyermekként él George "Papa G", a nagyapja társaságában egy roncstelepen, ahol ideje nagy részét képregények olvasásával és különféle érdekes tárgyak gyűjtésével tölti. A szuperhőssé válás iránti vágyát az hajtja, hogy szülei egy autóbalesetben életüket vesztették, és úgy érzi, ha akkor lettek volna különleges képességei, megmenthette volna őket. Megpróbálja uralni a zöld erőkövet, amelyről kezdetben azt hiszi, hogy repülésre képesít, de később kiderül, hogy valójában telekinetikus erővel bír. Később elveszíti ezt a követ és helyette egy olajzöld erőkő kerül hozzá, amely nyálkaszerű formává változtatja. Ez a képesség azonban undort vált ki belőle és a csapat többi tagjából is. Végül teljesen elsajátítja a zöld erőkő irányítását, és erejével képes lelassítani Erodiuszt, ezzel megakadályozva, hogy a bolygó nekiütközzön a Földnek. |
| Johanna "Jo"    | Amanda C. Miller | Sipos Eszter Anna | Tinédzser pincérnő a Mo’s Oasis nevű étteremben, valamint Kid legjobb barátja, aki arról álmodik, hogy egyszer bejárja a világot. A lila erőkő birtokosaként a portálteremtés képességével ruházza fel. Ő a csapat vezetője is, és kulcsszerepet játszik a helyi hősök összefogásában. Bizonyítania kell vezetői képességeit, miközben a csapatával együtt útnak indul, hogy megtalálják a többi erőkövet, és szembeszálljanak Erodiusszal. Később felfedezi, hogy az ő köve nemcsak olyan helyekre tud portált nyitni, amelyeket ismer vagy el tud képzelni, hanem akár teljesen új, elképzelt helyekre is. |
| Rosa Flores     | Lily Rose Silver | Tóth Míra         | Mexikói-amerikai négyéves kislány, aki a kék erőkő birtokában óriási méretűre tudja növelni magát. Ramona és Carlos Flores lánya, egy energikus, vidám gyerek, aki annak ellenére, hogy nagyon fiatal, teljes szívvel támogatja Kidet és Jót a kalandjaik során. Olyannyira elkötelezett, hogy még a hatalmi kövek visszaszerzésére is vállalkozik egyedül. A hétköznapi életben rajong a dinoszauruszokért és a hercegnőkért, ami jól tükrözi kettős természetét: egyszerre erős és harcias, ugyanakkor játékos és álmodozó. |
| Stuck Chuck     | Tom Kenny        | Kapácsy Miklós    | Idegen lény, aki az elsők között próbálja ellopni az erőköveket Kidtől. Azonban miután elveszíti a hajóját és a lábait, kénytelen a Kid csapatával maradni. Nevét Jo találta ki, mivel az igazi neve sosem derült ki. Ő okozta a hajótörést is, amely során az első öt erőkő a Földre zuhant. Eleinte minden alkalmat megragad, hogy megszerezze a köveket a nagy vezére számára. Felajánlja a fordítókészülékét Halas Szenya számára, miután elkezdte megérteni az angol nyelvet. A Mo's Oasis mosogatójaként dolgozik, és megszerzi a sötétkék erőkövet, amely fájdalomelnyelő képességet biztosít számára. Kidhez hasonlóan ő is szeret képregényeket olvasni, ami egy újabb közös pontja a csapattal. |
| Halas Szenya    | Fred Tatasciore  | Törköly Levente   | Macska, aki Mo’s Oasisben él, és akinek Kid adja a vörös erőkövet, amely lehetővé teszi számára, hogy bepillantásokat nyerjen a jövőbe. Egy high-tech gallért visel, amely lefordítja a beszédét – ezt Chuck adta neki. |
| George "Papa G" | Keith Ferguson   | Szokol Péter      | Kid hippi nagyapja, aki arra ösztönzi Kidet, hogy erőszakmentes megoldásokat találjon problémáira, és aki a sárga erőkő segítségével klónozni tudja magát. Kiderül, hogy 112 éves, mivel ő tartotta meg az ezüst erőkőt, amely azonnali gyógyulási képességeket ad a birtokosának. Ő találta meg gyermekként, és azóta megőrizte egészségét. Azonban amikor visszaadta az ezüst követ Erodiusznak, életerejét elveszítette, és gyengévé, rozzanttá vált, olyan szintre, hogy most már kerekesszékre van szüksége a mozgáshoz, mivel végre utolérte őt az életkor. |
| Carl            | Keith Ferguson   | Péter Richárd     | Kamionos és Mo's Oasis állandó vendége. Megszerzi a türkiz erőkövet, amely lehetővé teszi számára, hogy láthatatlanná váljon. |
| Florence "Flo"  | Kim Yarbrough    | Sági Tímea        | Jo édesanyja és a Mo's Oasis tulajdonosa. Próbálja fenntartani az üzletet, még akkor is, amikor Kozmoszkölyök akciói miatt nehézségekbe ütközik, beleértve azt is, hogy a éttermét az űrben üzemelteti. Ennek ellenére támogatja Jót, még ha inkább Queen Xhantól szeretne mentorálást kapni. Több erőkő használatában is segít. Ő uralja az olíva zöld erőkő használatát, és még Fantos megállításában is segít, bár csak egy kicsit. |

### Mellékszereplők
| Szereplők     | Eredeti hang    | Magyar hang    | Leírás |
| ------------- | --------------- | -------------- | --- |
| Carlos Flores | Christian Lanz  | Orbán Gábor    | Rosa édesapja, Mo's Oasis rendszeres vendége és Ramona férje. Ő és a felesége sikeres virágüzletet vezetnek. Megszerzi a fehér kozmikus erőkövet, amely lehetővé teszi számára, hogy jeget lélegezzen. |
| Carla         | Grey DeLisle    | Horváth Zsuzsa | Motoros és a Mo's Oasis rendszeres vendége. Ő is csatlakozik a helyi hősök csapatához, miután megszerzi a rózsaszín kozmikus erőkövet, amely lehetővé teszi számára, hogy szupersebességgel fusson. |
| Ramona Flores | Grey DeLisle    | Szórádi Erika  | Rosa édesanyja és Mo's Oasis rendszeres látogatója, valamint Carlos felesége. Megszerzi a narancs kozmikus erőkövet, amely lehetővé teszi számára, hogy tüzet lélegezzen. |
| Motoros       | Jason Hightower | Faragó András  | A világvédők védekező védelme vezetője, aki úgy véli, hogy minden, a Földre érkező idegen ellenséges szándékkal érkezik. Miután vereséget szenvedett, bosszút forral, és egy hatalmas robotot épít, hogy legyőzze a helyi hősöket, de de újra legyőzik. |
| Queen Xhan    | Cree Summer     | Ősi Ildikó     | Lila medúzára hasonlító idegen, aki a lila kozmikus erőkő korábbi viselője. Ő az egyetlen túlélő a barátai közül, miután Erodiusz, a bolygógyilkos elpusztítja őket. Ő lesz Jo vezetői mentorja, és eközben elveszíti egyik csápját, amikor Fantos letépi, hogy fegyverként használja, majd kénytelen menekülni a többi idegennel Mo's Oasis kávézójából, amikor azt Erodiusz elpusztítja. Kiderül, hogy nem tudta időben kiemelni a társait Erodiusz gravitációjából, így a Földre kellett menekülnie egy portál segítségével. Később visszatér és megtalálja a globális hősök csapatát a világűrben, menedéket biztosítva számukra. Végül a Mo's Oasis kávézó újraépített helyszínén vendégként jelenik meg. |
| Fantos        | Bobby Moynihan  | Varga Rókus    | Gonosz, éretlen rajongója Erodiusznak, a bolygógyilkosnak, aki megszállottan vágyik arra, hogy megszerezze az összes 13 kozmikus erőkövet, hogy segítsen Erodiusznak elpusztítani az univerzumot. Ő is az édesanyjával él, és érzelmi támogatásért hozzá fordul. Később Erodiusz magába szívja őt, amikor a felszíne kinyílik, és ő belesüllyed az iszap-szerű homokba. |
| Hamburg       | Fred Tatasciore | Király Adrián  | Férfi, aki a Mo's Oasisban dolgozik, és általában Fry társaságában látható. Megszerzi az indigo kozmikus erőkövet, amely lehetővé teszi számára, hogy több karja legyen. |
| Fry           | Eric Bauza      | Tárnok Csaba   | Férfi, aki a Mo's Oasisban dolgozik, és általában Hamburg társaságában látható. Megszerzi a világos rózsaszín kozmikus erőkövet, amely lehetővé teszi számára, hogy a teste meghosszabbodjon. |
| Krosh         | April Winchell  | Mohácsi Nóra   | Idegen harcos. Ideiglenesen szövetséget köt Jo-val, hogy legyőzzék Erodiuszt, de Fantos megöli őt, miután megpróbálta ellopni a erőköveket. Elporlasztja őt és a másolatait, csupán hamuvá változtatva őket. |

### Magyar változat
- Magyar szöveg: Dame Nikolett
- Hangmérnök: Halas Péter
- Vágó: Győrösi Gabriella
- Gyártásvezető: Vigvári Ágnes
- Szinkronrendező: Szalay Csongor
- Produkciós vezető: Jávor Barbara (1., 3. évad), Gaál Zsuzsanna (2. évad)

A szinkront a Direct Dub Studios készítette.

## Évados áttekintés
| Évad | Évad | Epizódok | Eredeti sugárzás    | Eredeti sugárzás    | Magyar sugárzás     | Magyar sugárzás     |
| Évad | Évad | Epizódok | Évadpremier         | Évadfinálé          | Évadpremier         | Évadfinálé          |
| ---- | ---- | -------- | ------------------- | ------------------- | ------------------- | ------------------- |
|      | 1    | 10       | 2021. február 2.    | 2021. február 2.    | 2021. február 2.    | 2021. február 2.    |
|      | 2    | 8        | 2021. szeptember 7. | 2021. szeptember 7. | 2021. szeptember 7. | 2021. szeptember 7. |
|      | 3    | 6        | 2022. február 3.    | 2022. február 3.    | 2022. február 3.    | 2022. február 3.    |

## Epizódok

### 1. évad (2021)
| Sor. | Év. | Cím                                                               | Rendező                                                          | Író                                                                                      | Premier          |
| ---- | --- | ----------------------------------------------------------------- | ---------------------------------------------------------------- | ---------------------------------------------------------------------------------------- | ---------------- |
| 1.   | 1.  | Kozmoszkölyök és a hatalom gyűrűi! (The Rings of Power!)          | Craig McCracken és Dave Thomas                                   | Francisco Angones, Craig McCracken, Dave Thomas és Justin Nichols                        | 2021. február 2. |
| 2.   | 2.  | Kozmoszkölyök és la Niña Gigantica (La Niña Gigantica)            | Craig McCracken és Rob Renzetti                                  | Amy Higgins, Craig McCracken, Justin Nichols, Rob Renzetti, Kevin Seccia és Paul Watling | 2021. február 2. |
| 3.   | 3.  | Kozmoszkölyök és a látomásoktól gyötört macska (Precognitive Cat) | Craig McCracken és Rob Renzetti                                  | Ben Joseph és Craig McCracken                                                            | 2021. február 2. |
| 4.   | 4.  | Kozmoszkölyök és a helyi hősök (The Local Heroes)                 | Craig McCracken, Rob Renzetti és Paul Watling                    | Craig McCracken és Kevin Seccia                                                          | 2021. február 2. |
| 5.   | 5.  | Kozmoszkölyök és a nagy győzelem (Big Win)                        | Craig McCracken és Rob Renzetti                                  | Craig McCracken és Tim McKeon                                                            | 2021. február 2. |
| 6.   | 6.  | Kozmoszkölyök és a nagy bukás (Epic Fail)                         | Craig McCracken és Rob Renzetti                                  | Todd Casey és Craig McCracken                                                            | 2021. február 2. |
| 7.   | 7.  | Kozmoszkölyök és a Földről jött hódítók (Invaders from Earth)     | Craig McCracken és Rob Renzetti                                  | Rob Renzetti                                                                             | 2021. február 2. |
| 8.   | 8.  | Világvédők védekező védelme (Earth Force Enforcement Force)       | Craig McCracken, Rob Renzetti és Paul Watling                    | Kevin Seccia és Craig McCracken                                                          | 2021. február 2. |
| 9.   | 9.  | Kozmoszkölyök és a rossz jófiúk (The Bad Good Guys)               | Craig McCracken, Benjamin Balisteri, Rob Renzetti és Dave Thomas | Craig McCracken és Rob Renzetti                                                          | 2021. február 2. |
| 10.  | 10. | Kozmoszkölyök megmenti a napot! (The Day is Saved)                | Craig McCracken, Benjamin Balisteri, Rob Renzetti és Dave Thomas | Craig McCracken és Rob Renzetti                                                          | 2021. február 2. |

### 2. évad (2021)
| Sor. | Év. | Cím                                                                   | Rendező                       | Író                                                            | Premier             |
| ---- | --- | --------------------------------------------------------------------- | ----------------------------- | -------------------------------------------------------------- | ------------------- |
| 11.  | 1.  | Kozmoszkölyök és a hatalom többi köve (The Other Stones of Power)     | Justin Nichols és Dave Thomas | Lauren Faust, Craig McCracken, Rob Renzetti és Kevin Seccia    | 2021. szeptember 7. |
| 12.  | 2.  | Kozmoszkölyök és a piramis rejtélye (The Pyramid Puzzle of Pain)      | Dave Thomas                   | Lauren Faust, Craig McCracken, Rob Renzetti és Susanna Wolff   | 2021. szeptember 7. |
| 13.  | 3.  | Kozmoszkölyök és a nagy tűz- és jégrablás (The Heist of Ice and Fire) | Justin Nichols és Dave Thomas | Lauren Faust, Han-Yee Ling, Craig McCracken és Rob Renzetti    | 2021. szeptember 7. |
| 14.  | 4.  | Kozmoszkölyök és a galaktikus bajnok (Galactic Champion)              | Justin Nichols és Dave Thomas | Colleen Evanson, Lauren Faust, Craig McCracken és Rob Renzetti | 2021. szeptember 7. |
| 15.  | 5.  | Kozmoszkölyök és a gyenge harcosok (Feeble Fighters)                  | Justin Nichols és Dave Thomas | Todd Casey, Craig McCracken és Rob Renzetti                    | 2021. szeptember 7. |
| 16.  | 6.  | Kozmoszkölyök és lélekkreccsentő vereség (Soul Kroshing Loss)         | Justin Nichols és Dave Thomas | Craig McCracken és Colleen Evanson                             | 2021. szeptember 7. |
| 17.  | 7.  | Kozmoszkölyök és a bukott hős (Fallen Hero)                           | Justin Nichols és Dave Thomas | Craig McCracken és Rob Renzetti                                | 2021. szeptember 7. |
| 18.  | 8.  | Kozmoszkölyök és a megmentett világ (The World is Saved)              | Justin Nichols és Dave Thomas | Craig McCracken és Rob Renzetti                                | 2021. szeptember 7. |

### 3. évad (2022)
| Sor. | Év. | Cím                                                                                           | Rendező                       | Író                                                | Premier          |
| ---- | --- | --------------------------------------------------------------------------------------------- | ----------------------------- | -------------------------------------------------- | ---------------- |
| 19.  | 1.  | Kozmoszkölyök és a létező legjobb nap (Best Day Ever)                                         | Justin Nichols és Dave Thomas | Craig McCracken és Ryan Faust                      | 2022. február 3. |
| 20.  | 2.  | Kozmoszkölyök és a tizennegyedik kő titka (The Secret of the Fourteenth Stone)                | Justin Nichols és Dave Thomas | Francisco Angones és Craig McCracken               | 2022. február 3. |
| 21.  | 3.  | Kozmoszkölyök és a globális összeesküvés (Global Conspiracy)                                  | Justin Nichols és Dave Thomas | Rob Renzetti és Craig McCracken                    | 2022. február 3. |
| 22.  | 4.  | Kozmoszkölyök és az apró szikra (The Little Spark)                                            | Justin Nichols és Dave Thomas | Rob Renzetti, Colleen Evanson és Craig McCracken   | 2022. február 3. |
| 23.  | 5.  | Kozmoszkölyök és a bolygógyilkos (Planet Killer)                                              | Justin Nichols és Dave Thomas | Craig McCracken, Francisco Angones és Rob Renzetti | 2022. február 3. |
| 24.  | 6.  | Kozmoszkölyök és a Föld nevű bolygó ünnepélyes megnyitója (The Grand Opening of Planet Earth) | Justin Nichols és Dave Thomas | Rob Renzetti és Craig McCracken                    | 2022. február 3. |

## A sorozat készítése
Miután 2009-ben befejezte a Fosterék háza képzeletbeli barátoknak című sorozatát, Craig McCracken eredetileg azt tervezte, hogy saját képregényeket vagy grafikus regényeket ad ki. Úgy érezte, ez egy intimebb és közvetlenebb módja lenne a rajzfilmkészítésnek, szemben a televíziós hálózatoknál végzett munkával, ahol nagy stábbal kellett dolgoznia. Ebben az időszakban készített egy The Kid from Planet Earth című képregényt, amely egy fiúról szólt, aki arról álmodozik, hogy szuperhőssé válik. Az ötlet abból született, hogy elgondolkodott rajta, milyen lenne a valóság, ha egy ilyen karakter valóban lehetőséget kapna arra, hogy teljesítse ezt az álmát. McCracken szerette volna megragadni azt az ártatlan, magabiztos gyermeki érzést, hogy „szuperhős lehetek”, miközben a saját korai éveire is reflektált, amikor még arról álmodott, hogy profi művész lesz. Később rájött, hogy ahhoz, hogy a karakterek tanuljanak, fejlődjenek és változzanak, a történetet sorozatszerűen kell elmesélni. Mivel azonban úgy gondolta, hogy egyik televíziós hálózat sem lenne nyitott egy ilyen formátumra akkoriban, az ötletet félretette. 2015-ben azonban a gyerekeknek szóló animációs sorozatok ipara egyre elfogadóbbá vált a sorozatos történetmesélés iránt, így McCracken ismét elővette az ötletet, hogy kidolgozza és megvalósítsa azt.
A Wander, a galaktikus vándor törlése után Craig McCracken feleségével, Lauren Fausttal, barátjával, Francisco Angonesszal, valamint több korábbi csapattaggal – köztük Andy Bean, Chris Tsirgotis, Justin Nichols és Dave Thomas – együtt tovább fejlesztette a projektet. Végül elkészítettek egy animatikot egy 22 perces epizódhoz. Ezután a sorozatot a Disney-nek mutatták be, de ők végül elutasították, mivel inkább A bagolyház fejlesztésére összpontosítottak. Ekkor McCracken megtudta, hogy a Netflix animációs stúdiót épít ki és új műsorokat keres. A Netflix vezetői támogatták a 22 perces családi műsor ötletét, és zöld utat adtak a sorozatnak. A sorozatot végül átnevezték Kozmoszkölyökre, hogy elkerüljék az esetleges névkonfliktust egy másik Netflix-rajzfilmmel, Az utolsó srácok a Földönnel.
Craig McCracken és régi barátja, Rob Renzetti vezető producerként dolgoztak a sorozaton. A Mercury Filmworks animálta a sorozatot Ottawában, a Toon Boom Harmony szoftver segítségével. A stúdió 110 alkalmazottal dolgozott a projekten. Korábban már részt vettek a Wander, a galaktikus vándor első évadának animációs munkáiban is, amely McCracken korábbi alkotása volt. A Netflix animációs részlege vezette a gyártást egy kb. 45 fős csapattal. Mivel McCracken korábban csak televíziós tartalmakat készített, úgy érezte, hogy most nagyobb kreatív szabadsága van, hogy sötétebb hangulatú vagy akár filmes koncepciókat is bemutasson, amelyeket a tévécsatornák talán nem vállaltak volna be. A koronavírus-járvány miatt a csapatnak 2020 márciusa óta otthonról kellett dolgoznia, ami lelassította a gyártási folyamatot. McCracken elmondása szerint egy teljes évad elkészítése másfél év kemény munkát igényel, az írás kezdetétől egészen a végső kidolgozásig.